# Aspinatimonomma
Aspinatimonomma is een geslacht van kevers uit de familie somberkevers (Zopheridae).

## Soorten
Deze lijst is mogelijk niet compleet.
- A. borneense
- A. glyphysternum
- A. gressitti
- A. palawanum
- A. pseudomedanense
- A. vietnamense